# WikiReader

Logotype

WikiReader est un terminal électronique portable conçu pour consulter l'encyclopédie Wikipédia hors-ligne. Créé par Openmoko et dessiné par Thomas Meyerhoffer, l'appareil est muni d'un écran tactile LCD monochrome et de trois boutons. 
Il stocke son contenu sur carte SD et est proposé à la vente pour 99 $ depuis octobre 2009. En 2012, le site Amazon ne le commercialise qu'au Japon, Allemagne, Australie et États-Unis.

## Caractéristiques techniques

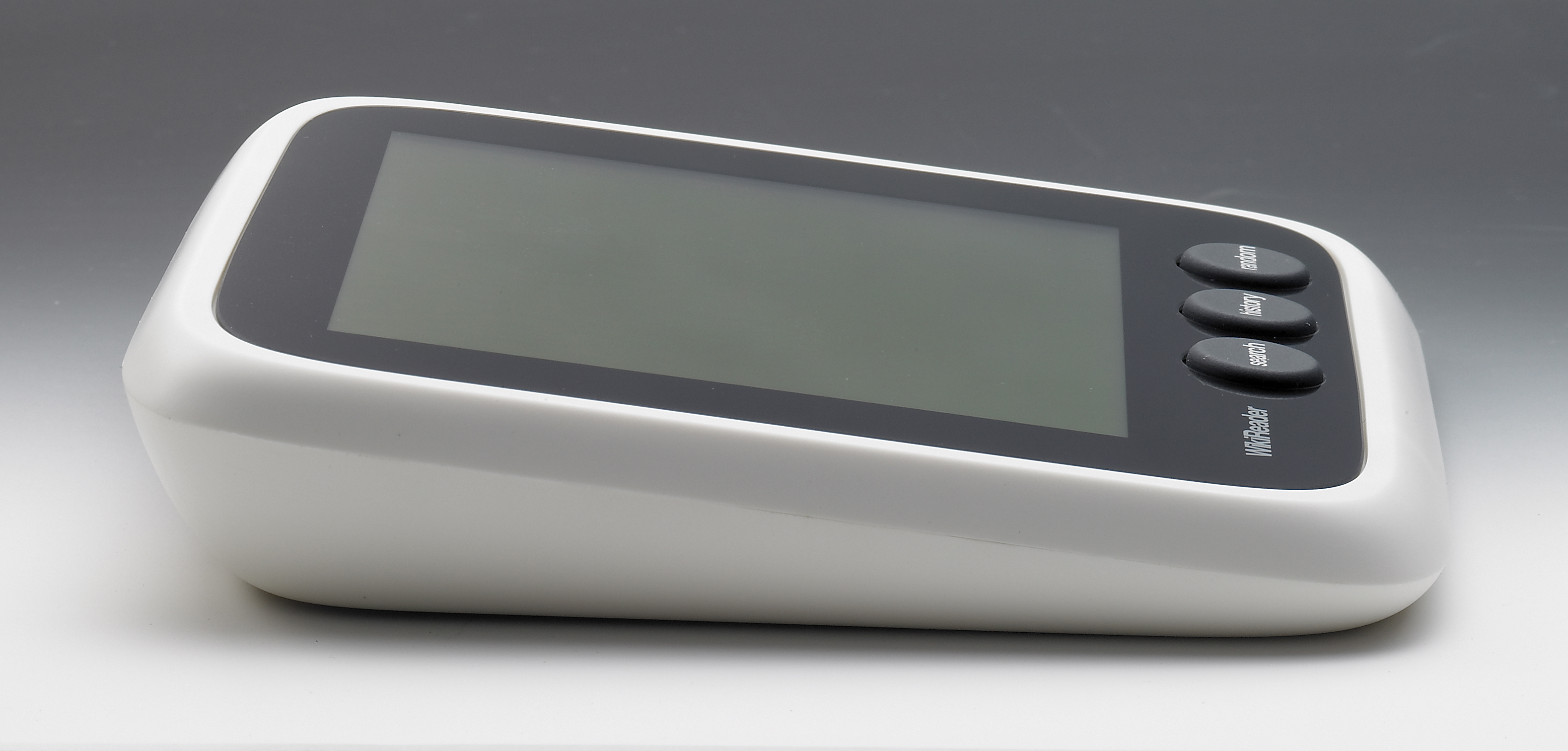
Le WikiReader vu de profil.

- Écran : L'écran est un écran tactile qui permet d'afficher un clavier virtuel pour taper un mot à rechercher. Cependant, c'est un écran en noir et blanc, qui ne permet pas d'afficher des images.
- Contrôles : Le WikiReader possède trois boutons, à savoir search, history et random. Comprendre recherche, historique et article aléatoire[4].
- Stockage : Tous les articles consultables dans le WikiReader sont stockés sur une carte SD.
- Autonomie : Le WikiReader fonctionnera avec deux piles AAA. Son autonomie serait d'un an en utilisation normale[4].
- Mise à jour : Deux méthodes de mise à jour sont proposées. La première est un abonnement de 29 $ par an, où une nouvelle carte SD est envoyée par courrier. Cette carte SD contiendra bien sûr des versions plus récentes des articles. La seconde méthode consiste à télécharger gratuitement la dernière mise à jour sur le site internet du Wikireader, et de la placer soi-même sur la carte SD[5].

## Limites
- Affichage texte uniquement : le WikiReader ne peut afficher que du texte simple. L'appareil ne peut donc pas stocker ou afficher les images de Wikipédia.
- Tableaux : le WikiReader ne peut pas afficher le texte d'article qui apparaît dans un tableau sur le site Web Wikipédia.
- Caractères spéciaux HTML : certains textes d'article de Wikipédia sont encodés en utilisant des caractères spéciaux HTML non supportés par WikiReader.
- Les formules mathématiques : la version originale des WikiReader ne peut pas afficher les informations encodées en utilisant LaTeX. Cela a été rajouté lors d'une mise à jour du firmware en option, qui est pré-chargé sur les nouveaux WikiReader.
- Traitement des données manquantes : le WikiReader ne fournit aucune indication sur les lacunes, là où l'information a été supprimée à partir d'un article de Wikipédia. Images, tableaux, formules mathématiques et d'autres informations qui n'étaient pas codées strictement en texte brut dans l'article original Wikipédia est discrètement supprimé de la sortie du WikiReader.
- Recherche : l'on ne peut pas effectuer recherche plein texte. Seuls les titres des articles de Wikipédia peuvent être recherchés. Le WikiReader ne peut pas faire de recherche incrémentale des titres d'articles, en commençant par les premiers caractères de chaque titre. Les termes de recherche doivent être correctement orthographiés. La recherche à l'aide de métacaractère n'est pas possible.

## Logiciels similaires
- Kiwix : ce logiciel libre a su s'imposer dans le domaine de la lecture de Wikipédia hors connexion [6]. Contrairement à WikiReader, il présente l'avantage de permettre la visualisation des images ;
- WikTok : inspirée de WikiReader, cette application permet de consulter la version anglaise de Wikipédia hébergée depuis un smartphone [7].
- pour d'autres solutions voir Wikipédia:Supports papiers, mobiles et hors-connexion.